# 隠岐国
隠岐国（おきのくに）は、かつて日本の地方行政区分だった令制国の一つ。山陰道に属する。

## 「隠岐」の名称
平城宮（平城京）木簡には「隠伎国」と表記されている。六国史の表記過程では、『続日本紀』（794年）に、「隠伎」や「隠岐」と表記され、『日本後紀』（840年）以降は、「隠岐」に統一されている。

## 隠岐諸島
隠岐諸島（おきしょとう）は、日本海にある島根県所属の島々である。島根半島から北東へ約65km、日本海にある隠岐諸島は大小180余りの島々から成り立つ群島型離島。西ノ島、中ノ島、知夫里島と島後（どうご）の4島に人が住み、島後に対して前3島を島前（どうぜん）と呼ぶ。

## 沿革
古墳時代（応神天皇朝）に天八現津彦命の後裔が意岐国造に任命され、その支配領域は7世紀の律令制隠岐国に引き継がれた。

### 近世以降の沿革
- 「旧高旧領取調帳」の記載によると、明治初年時点で全域が幕府領（松江藩預地）であった。（61村・12,559石余）
  - 海士郡（8村・2,465石余）、知夫郡（5村・3,204石余）、穏地郡（16村・2,982石余）、周吉郡（32村・3,906石余）
- 慶応4年（1868年）
  - 3月20日（1868年4月12日） - 隠岐騒動により島民自治となる。
  - 11月6日（1868年12月19日） - 鳥取藩預地となる。
- 明治2年（1869年）
  - 2月25日（1869年4月6日） - 隠岐県の管轄となる。
  - 8月2日（1869年9月7日） - 大森県の管轄となる。
- 明治4年（1871年）
  - 6月25日（1871年8月11日） - 浜田県の管轄となる。
  - 11月15日（1871年12月26日） - 第1次府県統合により島根県の管轄となる。
  - 12月20日（1872年1月29日） - 鳥取県の管轄となる。
- 明治9年（1876年）8月21日 - 第2次府県統合により島根県の管轄となる。

## 国内の施設

### 国府
『和名類聚抄』によれば、国府は周吉郡にあった。現在の隠岐郡隠岐の島町で稲益・横田（おおた）、甲ノ原遺跡、原田地区と推定されるが、遺構は発見されていない。

### 国分寺

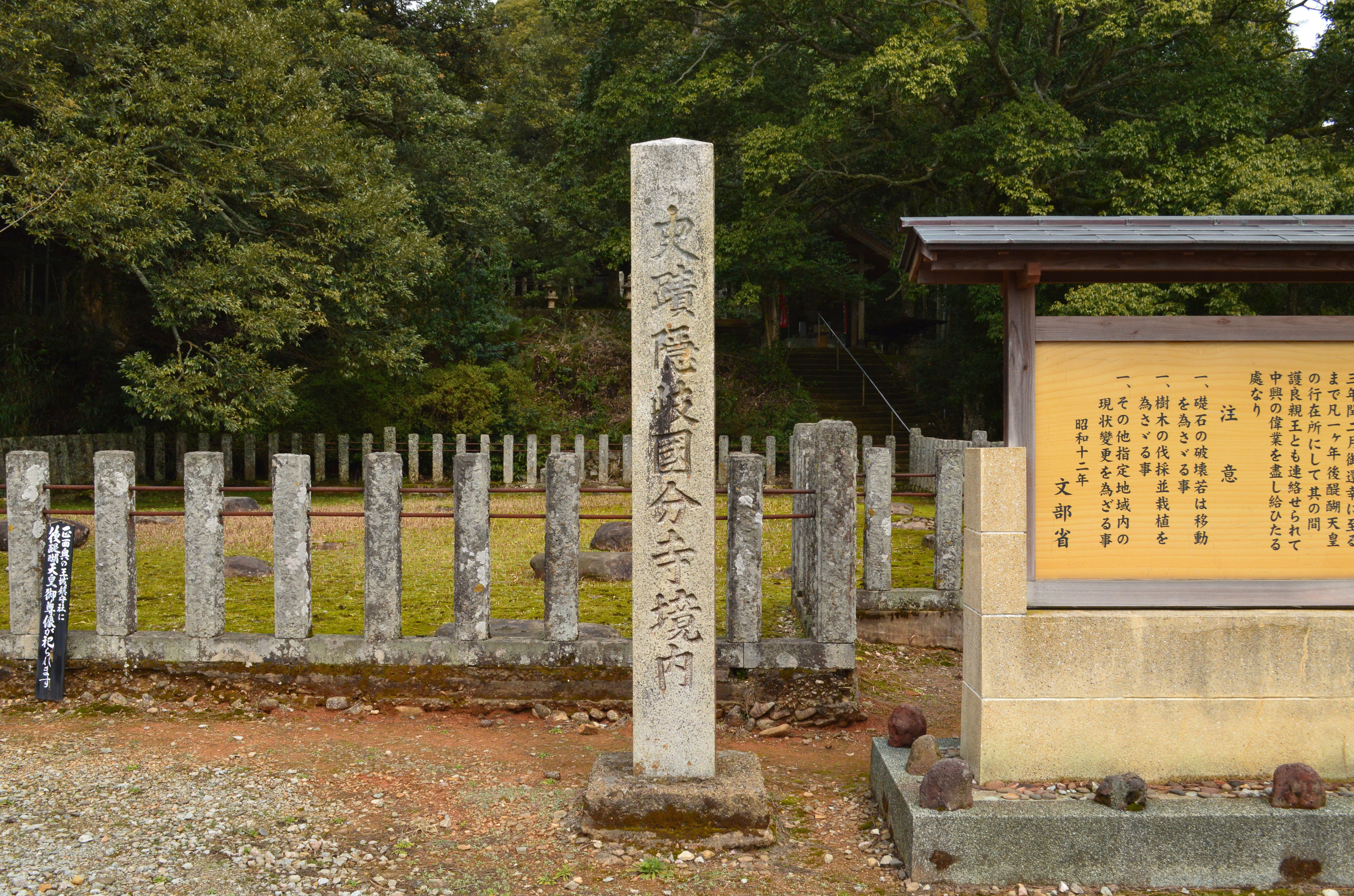
隠岐国分寺境内 史跡碑
（隠岐の島町池田）

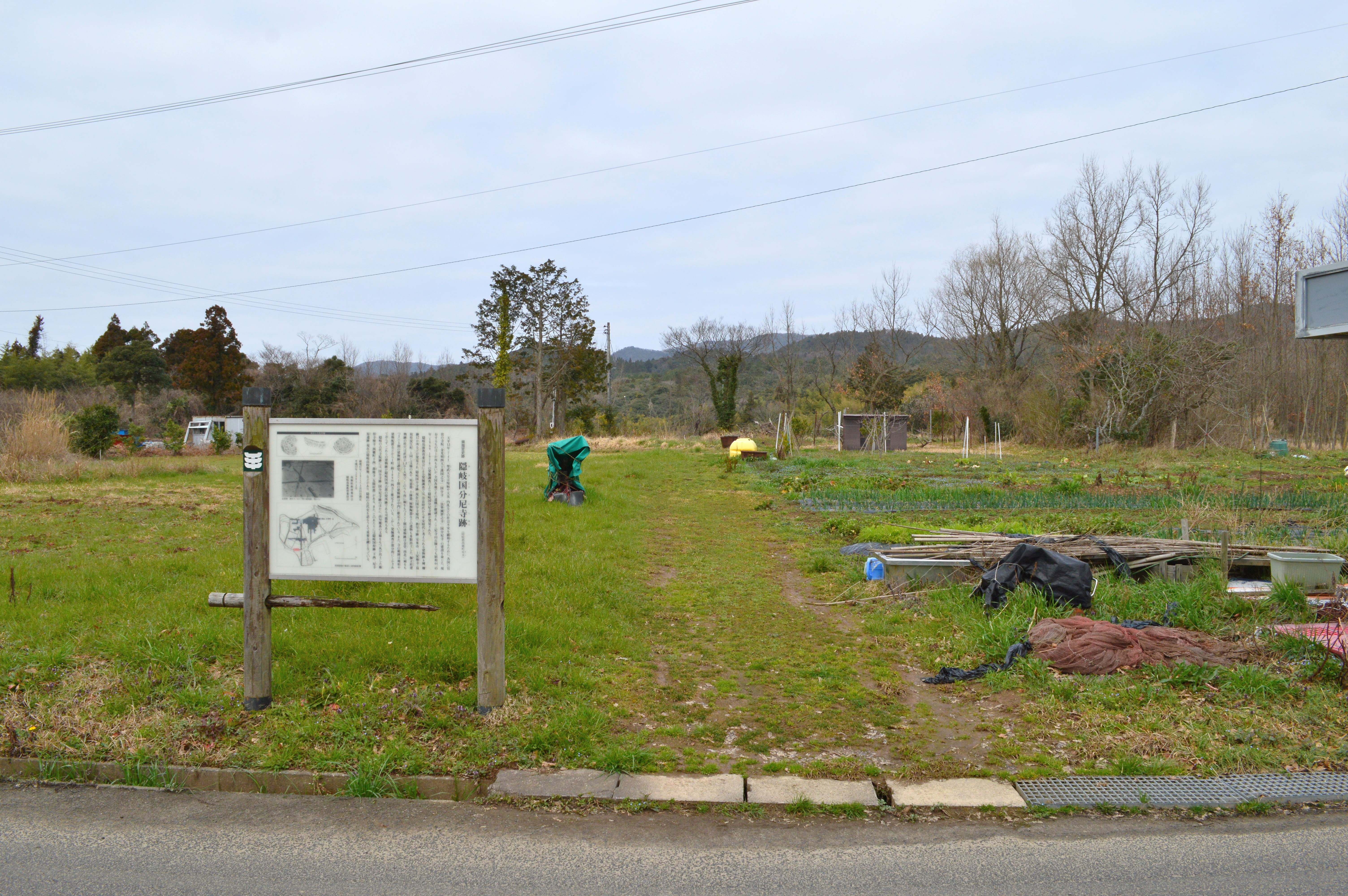
隠岐国分尼寺跡 説明板
（隠岐の島町有木）

- 隠岐国分寺跡（所在未詳）
後継寺院の禅尾山国分寺（隠岐郡隠岐の島町池田、北緯36度13分27.65秒 東経133度18分26.52秒 / 北緯36.2243472度 東経133.3073667度）境内に位置すると推測されるが、詳らかではない。2009年度（平成21年度）からの発掘調査で根巻き瓦を有する柱穴列が検出されており、これが旧国分寺の遺構になる可能性がある[2]。また現国分寺境内には旧国分寺のものという礎石が伝世される。法燈は禅尾山国分寺が伝承し、禅尾山国分寺の境内域は「隠岐国分寺境内」として国の史跡に指定されている。
- 隠岐国分尼寺跡（隠岐郡隠岐の島町有木、北緯36度13分16.76秒 東経133度18分37.98秒 / 北緯36.2213222度 東経133.3105500度）
島根県指定史跡。現国分寺の南東方約500メートルに位置する。寺域は1町（約109メートル）四方と推定される。金堂・講堂・中門と見られる建物跡などが検出されているが、金堂・講堂が東西に並ぶという通常とは異なる伽藍配置であり、国分尼寺ではないとする説もある[3]。後継寺院はない。

### 神社

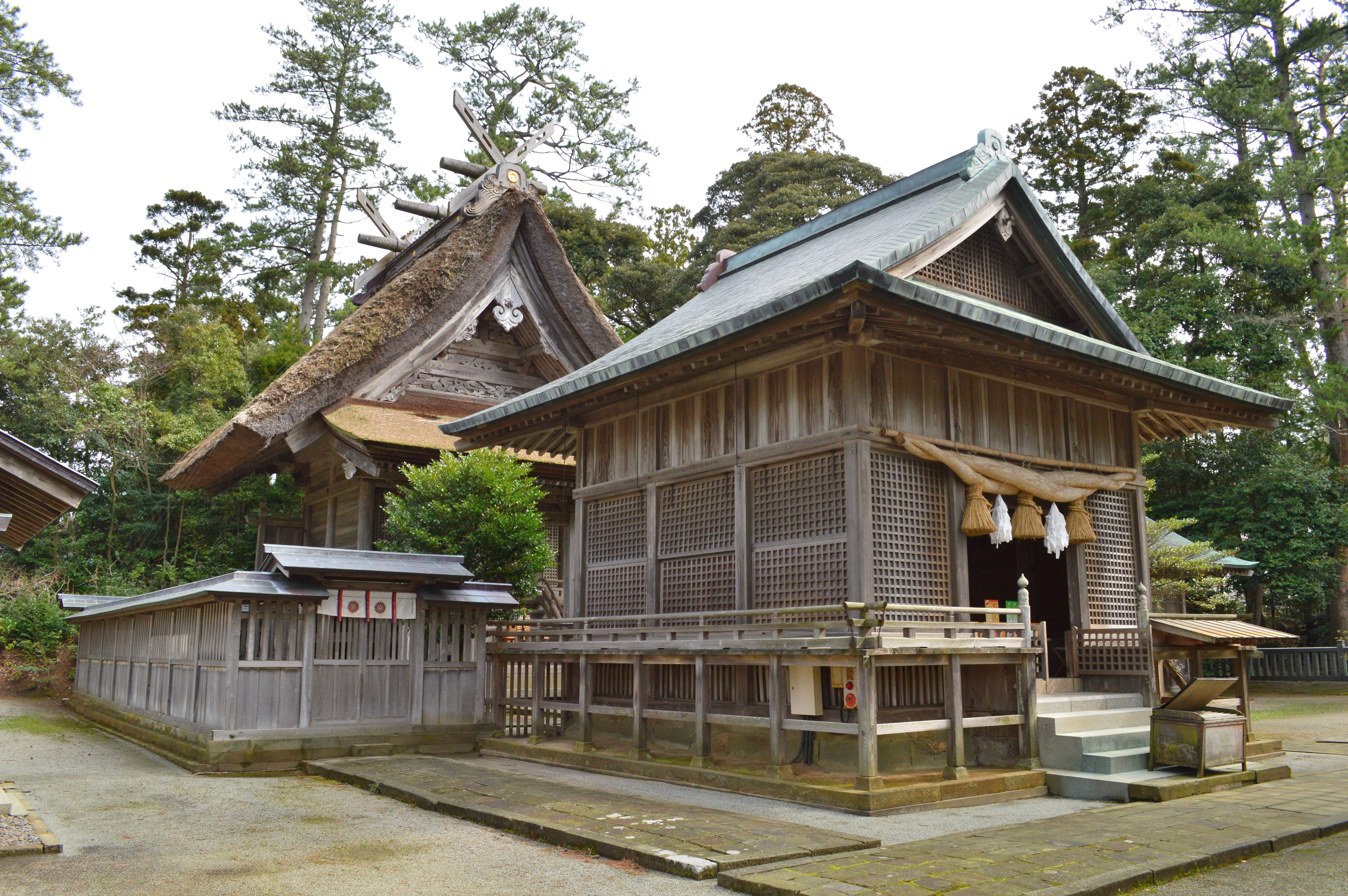
水若酢神社（隠岐の島町郡）

延喜式内社
『延喜式神名帳』には、大社4座4社・小社12座11社の計16座15社が記載されている（「隠岐国の式内社一覧」参照）。大社は以下に示すもので、全て名神大社である。
- 知夫郡 由良比女神社
  - 比定社：由良比女神社（隠岐郡西ノ島町浦郷、北緯36度5分31.01秒 東経132度59分16.26秒 / 北緯36.0919472度 東経132.9878500度）
- 海部郡 宇受加命神社
  - 比定社：宇受賀命神社（隠岐郡海士町宇受賀、北緯36度6分58.08秒 東経133度6分32.17秒 / 北緯36.1161333度 東経133.1089361度）
- 穏地郡 水若酢命神社
  - 比定社：水若酢神社（隠岐郡隠岐の島町郡）
- 穏地郡 伊勢命神社
  - 比定社：伊勢命神社（隠岐郡隠岐の島町久見、北緯36度19分11.62秒 東経133度14分7.61秒 / 北緯36.3198944度 東経133.2354472度）

総社・一宮以下
『中世諸国一宮制の基礎的研究』に基づく一宮以下の一覧。
- 総社：玉若酢命神社（隠岐郡隠岐の島町下西、北緯36度12分25.59秒 東経133度18分45.22秒 / 北緯36.2071083度 東経133.3125611度）
- 一宮：水若酢神社（隠岐郡隠岐の島町郡、北緯36度16分48.82秒 東経133度14分56.55秒 / 北緯36.2802278度 東経133.2490417度）

『大日本国一宮記』では由良比女神社を一宮とするが、実態から言って水若酢神社が一宮であったとされる。二宮以下はなし。

### 後醍醐天皇の行在所
隠岐は配流地であり、後鳥羽上皇や後醍醐天皇などが流された。
元弘2年（1332年）に後醍醐天皇は隠岐へ流罪となる。隠岐での後醍醐天皇の行在所と伝えられる土地は二箇所あり、島根県西ノ島町の天皇山には天皇の行在所と伝えられる黒木御所址や黒木神社、寵姫の阿野廉子の三位局屋敷跡や監視を行っていた見付島などの史跡が存在し、古文書も保管されている。一方国分寺の存在した隠岐の島町にも行在所があったと伝えられている。

## 地域

### 郡
- 海士郡（海部郡）
- 知夫郡（知夫里郡）
- 穏地郡（隠地郡）
- 周吉郡

### 戦国時代
尼子氏は隠岐の守護代から守護となり隠岐を支配したが、尼子氏の滅亡とともに隠岐国は毛利氏一門の吉川元春の支配となった。その後、三男の吉川経言に隠岐一国が分与されたが、後に経言（広家と改名）が吉川氏を相続したために再び吉川宗家の所領に吸収された。

### 江戸時代
隠岐は松江藩（堀尾家、京極家）の分国となったが、寛永15年（1638年）以降は天領となった。

## 人物

### 国司
- 犬養大万侶：天平5年2月19日（733年3月13日）見
- 民古麻呂：天平5年2月19日（733年3月13日）見
- 日下部乙万呂：天平宝字元年8月5日（757年8月28日）見
- 下道黒麻呂：天平宝字6年4月1日（762年5月3日）任
- 坂本男足：天平宝字8年10月9日（764年11月10日）任
- 石川永年：天平神護元年8月1日（765年8月25日）任
- 越智貞厚：貞観11年10月26日（869年12月7日）見
- 伴有世：仁和2年2月3日（886年3月16日）見
- （姓欠）良宗：延喜16年（916年）見
- 吉備忠常：延喜16年（916年）見
- 八木雅光：長徳2年（996年）任
- 語（名欠）：長保2年（1000年）任
- 滋野（名欠）：寛弘4年（1007年）任
- 藤原親通：寛弘6年（1009年）任終
- 藤原実雅：寛弘7年1月（1010年1月）任、長和3年1月（1014年2月）得替
- （姓欠）遠晴：長和3年1月24日（1014年3月4日）見
- （姓欠）時重：治安1年12月16日（1022年1月26日）見
- 源道成：長元4年1月25日（1031年2月25日）見
- 宗岡国任：長元7年1月29日（1034年2月26日）任
- 八木元蔭：長元8年1月（1035年2月）任、長暦2年1月（1038年2月）停
- 平兼基：承暦4年8月2日（1080年8月25日）見
- 卜部兼経：永保元年（1081年）見
- 源成経：永保元年12月16日（1082年1月23日）功過
- 平資季：応徳元年1月17日（1084年3月2日）見
- （姓欠）経直：寛治7年6月9日（1093年7月11日）見
- 橘為重：嘉保元年2月22日（1094年3月17日）任
- 紀成久：嘉保元年12月（1095年1月）任
- 平正盛：承徳元年8月25日（1097年10月9日）任
- （姓欠）延行：嘉承元年（1106年）任
- 藤原実盛：元永元年1月18日（1118年2月17日）任
- 藤原資定：大治元年2月（1126年3月）任
- 中原師遠：大治5年1月28日（1130年3月16日）任
- 大江行重：長承元年10月30日（1132年12月16日）見
- （大江?）遠兼：保延元年6月26日（1135年8月14日）見
- 藤原資憲：保延4年5月2日（1138年6月17日）見
- 藤原光忠：保延5年1月24日（1139年3月3日）任隠岐権介、※下国の隠岐に介は無いため讃岐権介か?
- 藤原信盛：久安3年1月28日（1147年3月8日）任
- 平繁賢：久安3年7月18日（1147年8月23日）見
- 藤原家輔：仁平2年1月28日（1152年3月13日）任
- （姓欠）宗輔：久寿元年1月3日（1154年2月23日）見
- 源雅範：保元2年1月24日（1157年3月13日）任
- 源光泰：平治元年12月10日（1160年1月27日）任
- 秦松国：平治元年1月29日（1159年2月25日）任
- 佐々木義清：嘉禄3年3月21日（1227年4月8日[5]）

### 守護

#### 鎌倉幕府
- 1193年 - 1205年：佐々木定綱
- 1205年 - 1221年：佐々木広綱[6]
- 1221年 - 1227年：佐々木義清
- 1233年 - 1251年：佐々木政義[7]
- 1251年 - 1276年 - 佐々木泰清
- 1277年 - ?：佐々木宗泰
- ? - 1305年：佐々木時清
- 1305年 - 1332年：佐々木宗清
- 1332年 - 1333年：佐々木清高

#### 室町幕府
- 1336年 - 1341年：塩冶高貞
- 1341年 - 1343年：山名時氏
- 1343年 - 1349年：京極高氏
- 1351年 - 1352年：山名時氏
- 1352年 - ?：京極高氏
- 1365年 - ?：佐々木氏
- 1366年 - 1368年：京極高氏
- 1368年 - 1379年：京極高秀
- 1379年 - 1381年：山名義幸
- 1385年 - 1391年：山名満幸
- 1392年 - 1401年：京極高詮
- 1401年 - 1413年：京極高光
- 1413年 - 1434年：京極持光
- 1435年 - 1439年：京極持高
- 1439年 - 1441年：京極高数
- 1441年 - 1470年：京極持清
- 1470年 - 1471年：京極氏
- 1471年 - 1508年：京極政高
- 1508年 - ?：京極氏
- 1552年 - 1561年：尼子晴久

### 武家官位としての隠岐守
- 江戸時代以前
  - 石田正継：石田三成の父
  - 垣屋恒総：室町時代末期から安土桃山時代の武将、豊臣政権の大名
  - 後藤基次：江戸時代初期の武将。後藤又兵衛として有名
  - 佐々木義清：平安時代末期から鎌倉時代初期の佐々木一族の武将。鎌倉幕府御家人。出雲源氏の祖
  - 佐々木清高：鎌倉時代末期の武将。隠岐守護
  - 佐藤秀方：戦国時代、安土桃山時代の武将。織豊政権の大名
  - 土岐光定：鎌倉時代後期の武将。美濃源氏嫡流の土岐氏
  - 山名氏之：南北朝時代から室町時代の武将、守護大名。伯耆守護
  - 龍造寺家氏：室町時代から戦国時代にかけての肥前の国人領主、龍造寺氏第12代当主
- 江戸時代石見津和野藩亀井家
  - 亀井茲親：第3代藩主
  - 亀井茲胤：第6代藩主
  - 亀井矩賢：第8代藩主
  - 亀井茲監：第11代藩主
- 江戸時代下総関宿藩久世家
  - 久世暉之：の第3代藩主
  - 久世広周：第7代藩主
  - 久世広文：第8代藩主
  - 久世広誉：第5代藩主
- 江戸時代遠江横須賀藩西尾家
  - 西尾吉次：西尾家初代。武蔵原市藩主
  - 西尾忠成：同4代。駿河田中藩第2代藩主、信濃小諸藩主、横須賀藩初代藩主
  - 西尾忠尚：同5代。横須賀藩第2代藩主
  - 西尾忠移：同7代。横須賀藩第4代藩主
  - 西尾忠善：同8代。横須賀藩第5代藩主
  - 西尾忠固：同9代。横須賀藩第6代藩主
  - 西尾忠受：同10代。横須賀藩第7代藩主
  - 西尾忠篤：同11代。横須賀藩第8代藩主、安房花房藩主
- 江戸時代伊予松山藩定勝系久松松平家宗家
  - 松平定勝：定勝系久松松平家宗家初代。遠江掛川藩主、山城伏見藩主、伊勢桑名藩初代藩主
  - 松平定行：同2代。遠江掛川藩主、伊勢桑名藩主、伊予松山藩初代藩主
  - 松平定頼：同3代。伊予松山藩第2代藩主
  - 松平定長：同4代。伊予松山藩第3代藩主
  - 松平定直：同5代。伊予松山藩4代藩主
  - 松平定英：同6代。伊予松山藩5代藩主
  - 松平定喬：同7代。伊予松山藩6代藩主
  - 松平定功：同8代。伊予松山藩7代藩主
  - 松平定静：同9代。伊予松山藩8代藩主
  - 松平定国：同10代。伊予国松山藩第9代藩主
  - 松平定通：同12代。伊予松山藩11代藩主
  - 松平勝善：同13代。伊予松山藩12代藩主
  - 松平勝成：同14代・16代。伊予松山藩13代および15代（再勤）の藩主
- 江戸時代その他
  - 板倉重常：下総関宿藩第3代藩主、伊勢亀山藩初代藩主。板倉家宗家4代
  - 板倉勝従：備中松山藩第3代藩主。板倉家宗家9代
  - 大久保忠増：相模小田原藩第2代藩主・老中
  - 朽木昌綱：丹波福知山藩第8代藩主
  - 朽木綱条：福知山藩の第11代藩主
  - 新庄直時：常陸麻生藩第4代藩主、再任して第6代藩主
  - 田村宗良：陸奥岩沼藩初代藩主
  - 田村村顕：陸奥一関藩第3代藩主
  - 蜂須賀宗員：阿波徳島藩第6代藩主
  - 本多康慶：近江膳所藩第4代藩主
  - 本多康桓：膳所藩第7代藩主
  - 水野勝長：能登西谷藩主、下総結城藩初代藩主

## 隠岐に流された人物
- 藤原田麻呂
- 船王
- 藤原刷雄
- 小野篁
- 伴健岑
- 平致頼
- 源義親
- 藤原経憲
- 後鳥羽上皇
- 後醍醐天皇
- 飛鳥井雅賢